# Охотников, Яков Осипович
Я́ков О́сипович Охо́тников (1897, Романовка, Бендерский уезд, Бессарабская губерния — 8 марта 1937, Москва) — советский военный и хозяйственный деятель, троцкист. Участник Гражданской войны.

## Биография
Родился в бессарабской еврейской земледельческой колонии Романовка в 1897 году. В 1917 году — член Совета солдатских депутатов в Екатеринославе. Член РСДРП(б) с 1918 года. В 1918 году — командир партизанского отряда в Бессарабии, затем — на командных должностях в 45-й дивизии РККА, был адъютантом командующего Киевским военным округом И. Э. Якира. Был одним из ближайших друзей писателя Исаака Бабеля, военных деятелей Дмитрия Шмидта и Ефима Дрейцера со времён Гражданской войны.
В 1920-е годы входил в троцкистскую оппозицию, в феврале 1927 года подвергся за это партийному взысканию. Будучи слушателем Военной академии им. М. В. Фрунзе, вместе с курсантами Владимиром Петенко и Аркадием Геллером принимал участие в охране Мавзолея во время парада 7 ноября 1927 года, где с кулаками напал на И. В. Сталина. Несмотря на инцидент, все трое продолжили учёбу в академии.
Работал заместителем начальника Гипромеза (Государственный институт по проектированию металлургических заводов). В начале 1930-х годов — начальник Государственного института по проектированию авиационных заводов в Москве (Гипроавиапром).
Исключён из ВКП(б) в 1932 году. Арестован 2 февраля 1932 года по делу «контрреволюционной группы Смирнова И. Н.», 4 апреля 1933 года осуждён на три года. В ссылке в Магадане работал начальником автобазы № 1 Гипроавиа.
Повторно арестован 10 августа 1936 года в Магадане, перевезён в Москву, где 7 марта 1937 года приговорён к высшей мере наказания и расстрелян на следующий день. Реабилитирован 15 мая 1958 года.

## Семья
Вторая жена — Мария Алексеевна Солнцева (1905, Москва — ?), студентка ТСХА, арестована 10 июня 1936 года, осуждена на 5 лет ИТЛ, срок отбывала в Ухтпечлаге, после освобождения в 1941 году оставалась вольнонаёмной, повторно осуждена в Воркутлаге 16 сентября 1942 года на 8 лет ИТЛ за причастность к Усть-Усинскому восстанию заключённых; сын Яков.
Третья жена — Александра Александровна Соломко (в браке Соломко-Охотникова; 1904, Харьков — ?), дочь профессора Харьковского технологического института, выпускница вечернего рабфака при Харковском технологическом институте, в 1928 году перевелась с инженерно-строительного факультета Харьковского технологического института в Московское высшее техническое училище; архитектор в архитектурно-проектной мастерской № 1, арестована 10 июня 1936 года, осуждена на 5 лет ИТЛ, срок отбывала в Ухтпечлаге.